# Goerodes sakus
Goerodes sakus är en nattsländeart som beskrevs av Martin E. Mosely 1939. Goerodes sakus ingår i släktet Goerodes och familjen kantrörsnattsländor. Inga underarter finns listade i Catalogue of Life.